# Nactus pelagicus
Nactus pelagicus este o specie de șopârle din genul Nactus, familia Gekkonidae, descrisă de Duméril 1858. A fost clasificată de IUCN ca specie cu risc scăzut.

## Subspecii
Această specie cuprinde următoarele subspecii:
- N. p. pelagicus
- N. p. undulatus

## Galerie

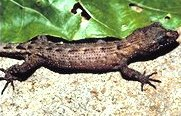